# Sogecable
Prisa TV (anteriormente conocida como Sociedad Gestora de Canal+ y, posteriormente, Sogecable) fue un grupo empresarial español dedicado a la televisión de pago. Fundado en 1989, continuó sus operaciones hasta 2015. Se le atribuye la introducción de sistemas interactivos y de la televisión digitalizada en España. Su actividad se enfocaba en la adquisición y gestión de derechos audiovisuales de contenidos mediáticos, la producción y distribución de canales de televisión y la gestión de abonados. Asimismo, participó en la producción, distribución y exhibición cinematográfica.
Su iniciativa más destacada fue el lanzamiento de la versión española de la señal Canal+, un canal de televisión terrestre que, en su horario central, emitía de forma codificada y exigía una suscripción mensual y el uso de un descodificador. La compañía también operó una proveedora de televisión por suscripción, inicialmente denominada Canal Satélite y más tarde Canal Satélite Digital (también conocida como «Canal Digital»), a través de la cual ofrecía suscripciones de pago, así como canales hermanos de Canal+ y señales internacionales cuyas versiones españolas gestionaba la propia Sogecable (por ejemplo, Fox Kids España). Debido a dificultades financieras, esta plataforma se fusionó con Vía Digital para formar Digital+, que quedó bajo el control de Sogecable y se convirtió en la única operadora de televisión por satélite en España.
En 2010, el grupo PRISA adquirió Sogecable, que pasó a denominarse Prisa TV. Continuó gestionando Digital+, renombrado simplemente como Canal+, al tiempo que se introdujeron modificaciones en la programación de sus canales. En 2015, Telefónica compró la antigua Sogecable en una operación que incluyó tanto el canal de pago Canal+ como la proveedora satelital. Tras la adquisición, la plataforma fue renombrada como Movistar+, mientras que el canal de pago se convirtió en #0.

## Historia

### Reestructuración
Su proceso de reestructuración comenzó en octubre de 2003 y finalizó en diciembre de 2004, con la integración de Vía Digital. Pretendían así redimensionar y reordenar las actividades de Sogecable absorbiendo los compromisos con canales temáticos, proveedores con derechos audiovisuales y otros servicios. Con esta reestructuración contribuyó al relanzamiento audiovisual en España.
La productora de cine de la empresa era Sogecine y la empresa distribuidora y gestora de derechos era Sogepaq, aunque debido a la estrecha relación que guardan estas empresas era usual referirse a ellas como Sogecine-Sogepaq. 
Las instalaciones de Sogecable se encontraban en Tres Cantos, desde donde producía 23 canales de televisión, entre ellas las nueve versiones de Canal+ y otros 14 canales que están especializadas en la emisión de diversas materias en exclusiva, como deportes, cine, documentales, infantil, música. Estas eran emitidas y distribuidas por la operadora satelital Canal+ (antigua Digital+) y el resto de proveedoras de televisión de pago.
En 2005, Sogecable lanzó un nuevo canal de televisión en abierto y con carácter generalista; la quinta cadena de televisión en España. Su nombre era Cuatro y ocupó la frecuencia que dejó Canal+ en la TDT cuando pasó a formar parte únicamente de la emisión de Digital+ el 7 de noviembre de 2005.

### Cambios en el accionariado
En 2006, el Grupo Prisa lanzó una oferta pública de adquisición (OPA) sobre un 20% de las acciones de Sogecable para aumentar su participación hasta casi un 50%. De esta forma Prisa adquirió el control de Sogecable. Un año después, en 2007, el Grupo Prisa alcanzó la mayoría absoluta en Sogecable, con el 50,03% y lanzó una OPA obligatoria por el 100% de la compañía.
A lo largo de 2009, Prisa buscó un comprador para su filial Digital+, dedicada a televisión de pago; recibiendo diversas ofertas por parte de Telefónica, Telecinco, France Telecom entre otras. Finalmente, en noviembre de 2009, Telefónica compró el 21% de las acciones por €470 millones más el derecho de nombrar al director financiero de la compañía.
En diciembre de 2009, Sogecable se escindió parcialmente separando sus licencias de TDT en una nueva sociedad llamada Sogecuatro (Sociedad General de Televisión Cuatro, S.A.). Posteriormente, Mediaset, a través de su empresa participada Mediaset España (en esos momentos, Gestevisión Telecinco), compró Sogecuatro a cambio del 18,3% de acciones en la nueva Mediaset España para Prisa. Así mismo, Mediaset España también compró el 22% de Digital+ por €500 millones junto con el derecho a nombrar el director de contenidos de la compañía.
Con la fusión de Gestevisión Telecinco y Sogecuatro, Mediaset España pasó a tener un total ocho canales, en TDT siendo Telecinco, Cuatro, La Siete, Factoría de Ficción, Boing, Divinity, Energy, Nueve, Telecinco HD y Cuatro HD, las señales en alta definición de las cadenas principales. Sin embargo, tras la sentencia del Tribunal Supremo que obligaba a cerrar nueve canales de televisión, Mediaset España cesó las emisiones de La Siete y Nueve.
El 20 de octubre de 2010, Sogecable cambió de nombre a Prisa TV y Manuel Polanco se volvió su nuevo presidente.
Desde 2013, se publicaron diversas noticias sobre la posible compra de Canal+ por parte de Telefónica para que Prisa pudiese acabar con parte de su deuda. Según diversos medios, había muchas empresas que también querían comprar la plataforma de televisión de pago, como Al Jazeera, Vivendi (la propietaria del Canal+ original en España), Liberty Global y el magnate Rupert Murdoch. Sin embargo, esa venta no tuvo repercusión mediática y parecía que las negociaciones y ofertas se alargarían mucho. 
El 6 de mayo de 2014, Telefónica presentó una oferta vinculante para hacerse el 56% que Prisa tenía en Canal+, a cambio de pagar unos €725 millones. Al día siguiente, Prisa aceptó la oferta. Además, esta anunció que «durante un periodo de treinta días» desde entonces, se negociaría con Telefónica para seguir con el proceso de compra, el cual sería regulado y analizado por la CNMC y Bruselas, para que no hubiera monopolio o se establecieran unas condiciones negativas para la competencia. El cierre de esta compraventa estuvo condicionado a la obtención de la preceptiva autorización de las autoridades de competencia y a la aprobación por un panel representativo de los bancos financiadores de Prisa.
El 18 de junio de 2014, Telefónica presentó una oferta vinculante para adquirir por €295 millones las acciones de Mediaset España en Canal+, el cual representaba el 22% del accionario de la operadora. El 4 de julio, Mediaset España acepta la oferta.
Un año después, el 22 de abril de 2015, la CNMC aprobó la venta de Canal+ a Telefónica. Canal+ empezó el proceso de fusión con Movistar TV el 7 de julio de 2015. Como resultado, cambió de nombre a Movistar+, la cual fue lanzada al mercado oficialmente el 8 de julio. De esta manera, Prisa TV dejó de existir.

## Canales producidos hasta 2015
Lista de canales producidos por Sogecable (y después Prisa TV) hasta junio de 2015, fecha en que Telefónica compró la plataforma Canal+ y sus canales.
| Cadena                   | Inicio de emisiones | HD | 16:9 | 24h | Yomvi | Exclusivo de Canal+ | Género       | Dial C+ |
| ------------------------ | ------------------- | -- | ---- | --- | ----- | ------------------- | ------------ | ------- |
| Canal+ 1                 | 1990                | Sí | Sí   | Sí  | Sí    | No                  | Generalista  | 1       |
| Canal+ 2                 | 2003                | Sí | Sí   | Sí  | Sí    | Sí                  | Generalista  | 2       |
| Canal+ 1 ...30           | 2001                | No | Sí   | Sí  | No    | Sí                  | Generalista  | 3       |
| Canal+ Series            | 2013                | Sí | Sí   | Sí  | Sí    | Sí                  | Series       | 4       |
| Canal+ Xtra              | 2010                | Sí | Sí   | No  | Sí    | Sí                  | Generalista  | 5       |
| Canal+ Liga de Campeones | 2012                | Sí | Sí   | Sí  | Sí    | No                  | Deportes     | 9       |
| Canal+ Liga              | 2009                | Sí | Sí   | Sí  | Sí    | No                  | Deportes     | 10      |
| Canal+ Acción            | 2007                | Sí | Sí   | Sí  | No    | Sí                  | Cine         | 41      |
| Canal+ Comedia           | 2007                | Sí | Sí   | Sí  | No    | Sí                  | Cine         | 42      |
| Canal+ DCine             | 2007                | Sí | Sí   | Sí  | Sí    | Sí                  | Cine         | 43      |
| DCine Español            | 2003                | No | Sí   | Sí  | No    | No                  | Cine         | 48      |
| Canal+ Deportes          | 2007                | Sí | Sí   | Sí  | Sí    | Sí                  | Deportes     | 53      |
| Canal+ Golf              | 2010                | Sí | Sí   | No  | Sí    | Sí                  | Deportes     | 55      |
| Sportmanía               | 1995                | Sí | Sí   | Sí  | No    | No                  | Deportes     | 56      |
| Canal+ Fútbol            | 2007                | Sí | Sí   | Sí  | Sí    | Sí                  | Deportes     | 57      |
| Caza y pesca             | 2003                | No | Sí   | No  | No    | No                  | Documentales | 66      |
| Canal+ Toros             | 2011                | Sí | Sí   | No  | Sí    | Sí                  | Aficiones    | 67      |
| 40 TV                    | 1998                | No | Sí   | Sí  | Sí    | No                  | Música       | 80      |
| Canal+ 3D                | 2010                | Sí | Sí   | No  | No    | Sí                  | Generalista  | 188     |

## Accionariado (2010)
- Grupo Prisa: 100%

## Audiencias
|      | enero | febrero | marzo | abril | mayo | junio | julio | agosto | septiembre | octubre | noviembre | diciembre | Media anual |
| ---- | ----- | ------- | ----- | ----- | ---- | ----- | ----- | ------ | ---------- | ------- | --------- | --------- | ----------- |
| 2007 | 7,6%  | 7,6%    | 7,8%  | 7,9%  | 8,2% | 8,2%  | 8,0%  | 7,4%   | 7,4%       | 7,5%    | 8,0%      | 8,0%      | -           |
| 2008 | 8,5%  | 8,8%    | 8,9%  | 9,3%  | 8,0% | 13,3% | 8,3%  | 7,9%   | 8,0%       | 7,8%    | 8,5%      | 8,7%      | -           |
| 2009 | 8,8%  | 9,4%    | 9,3%  | 9,5%  | 9,1% | 9,4%  | 8,1%  | 8,1%   | 8,0%       | 8,5%    | 8,3%      | 8,3%      | -           |
| 2010 | 7,9%  | 7,1%    | 7,5%  | 7,8%  | 7,5% | 9,6%  | 8,8%  | 8,2%   | 8,1%       | 7,6%    | 7,1%      | 7,1%      | -           |